# Johann Friedrich Bruch
Johann Friedrich Bruch, född den 13 december 1792 i Pirmasens i Rhen-Pfalz, död den 22 juli 1874 i Strassburg, var en elsassisk teolog.
Bruch blev 1821 professor vid protestantiska seminariet i Strassburg och verkade även som predikant och medlem av den lutherska kyrkostyrelsen i Elsass. Han blev efter Frankfurtfreden det tyska universitetets i Strassburg förste rektor. 
Bruch tillhörde som teolog en spekulativt rationalistisk riktning och utgav bland annat Lehrbuch der christlichen sittenlehre (1829-32), Études philosophiques sur le christianisme (1839) och Die theorie des bewusstseins (1864). Efter hans död utgavs hans självbiografiska arbeten Kindheit- und jugenderinnerungen (1889) och Wirksamkeit in schule und kirche 1821-1872 (1890).